# 정신우
정신우(1969년 10월 9일 ~ )는 대한민국의 배우 출신 요리사이다. 지난날 연극배우 시절에 정대열(鄭大悅)이라는 본명을 사용하다가 1998년 MBC 27기 공채 탈렌트에 합격한 후 정신우라는 예명을 사용하였다.

## 주요 이력
1988년 뮤지컬 《가스펠》로 배우로 첫 데뷔한 그는 1994년 SBS 서울방송 TV 시리즈 [박봉숙 변호사] 단막극에서 주조연으로 텔레비전 연기자로 데뷔하였고 KBS [갈채] 미니시리즈로 본격적인 활동을 시작했다1998년 MBC 문화방송 27기 공채 탤런트로 선발되었다. 1999년 c.f.c.i 조은정 식공간 연구소에서 테이블 스타일링과 푸드스타일링 수료. 이후 사찰음식, 오푸드 인스튜디트에서 수업, 츠치원 프렌치 고급과정 수료, 궁중음식연구원 고조리서반, 궁중병과원을 수료. 한남동, 이태원, 삼청동, 홍대 등등의 레스토랑에서 셰프와 매니져로 각각 근무, 잠원동에 [플레이트 키친 스튜디오]를 오픈했다

## 트리비아
1998년 MBC 공채 탤런트로 입사한 그는 다수의 작품에 출연하다가 2000년 c.f.c.i(조은정 식공간 연구소)에서 푸드스타일링과 테이블 셋팅 과정을 수료하고, 이탈리아 ICIF에서 와인과 요리관련 단기 과정을 마친뒤 프랑스 꼬르동블루에서도 단기과정을 마쳤다. 파리와 네덜란드에서 각각 스타지를 경험하고 한국에 돌아와 적문 스님에게서 사찰음식과 스스무요나구니 일본셰프를 만나 o.f.a.i(오푸드 아트 인스티튜드)에서 요리 마스터 과정을 수료했다. 이후 {츠지원} 프렌치 심화과정을 수료했다. 이후 세종대학교 조리외식학과에 편입하여 과정을 마치고 졸업했다.
이후 많은 요리 프로그램에서 자신의 프로그램과 홈쇼핑, 출간등 다양한 활동을 겸하였다.
그의 요리 관련 저서 중에 [게으른 음식남녀, 집에서 밥해먹기], 특히 [365샐러드]는 드물게 17쇄 출판의 성과를 이루어 샐러드 책의 바이블로 불린다. 푸드스타일링 학과의 초대 교수로 여러 강의 및 강좌를 진행하였고, 대기업 프로모션 행사의 단골 초대 셰프로 활동하였다. 이후 현대홈쇼핑 및 여러 홈쇼핑에서도 진행 능력과 판매 능력을 인정 받았다. 최근 저서로는 {먹으면서 먹는 얘기 할 때가 제일 좋아}와 {내일 뭐 먹지} 가 있으며 플레이트 키친 스튜디오를 최근까지 운영한 오너셰프다.

## 학력
- 서울예전 연극학과 전문학사(1990년)
- 세종대 조리외식경영학과 학사(2014년)

## 출연작

### 연극
- 1991년 [가스펠]

### TV 시리즈
- 1994년 SBS [박봉숙 변호사]
- 1995년 KBS 《갈채》
- 2000년 MBC [장미와 콩나물] [베스트극장] [상도]

### 요리 프로그램
- EBS 최고의 요리비결
- 푸드채널 [정신우의 요리공작소]
- KBS 생방송 오늘 [정신우의 콕콕 레시피]